# Alex North
Alex North (ur. 4 grudnia 1910 w Chester, zm. 8 września 1991 w Los Angeles) – amerykański kompozytor, który napisał pierwszą ścieżkę dźwiękową do filmu opartą na muzyce jazzowej (Tramwaj zwany pożądaniem) oraz pierwszą modernistyczną muzykę w Hollywood (Viva Zapata!). Nominowany do Oscara 14 razy, ani razu nie zdobył statuetki. W 1985 roku został mu przyznany Oscar honorowy za osiągnięcia życia.